# Robert Francois
Robert Joseph Francois, detto Rob Francois (Highlands, 14 maggio 1985), è un giocatore di football americano, di nazionalità statunitense, che gioca nel ruolo di linebacker per i Green Bay Packers della National Football League (NFL). Dopo non essere stato scelto nel Draft NFL 2009 firmò coi Minnesota Vikings. Al college ha giocato a football a Boston.

## Carriera professionistica

### Minnesota Vikings
Dopo non essere stato selezionato Draft 2009, Francois firmò coi Minnesota Vikings in qualità di free agent. Fu tagliato il 18 agosto dopo che la squadra firmò il quarterback Brett Favre.

### Detroit Lions
Il giorno dopo il taglio da parte dei Vikigns, Francois si trasferì ai Detroit Lions. Fu svincolato il 30 agosto.

### Green Bay Packers
Francois entrò nella squadra di allenamento dei Green Bay Packers il 7 dicembre 2009. Il 13 ottobre 2010, il giocatore fu promosso nel roster attivo a causa degli infortuni occorsi a Nick Barnett Brandon Chillar. Francois fu svincolato il 9 novembre 2010 ma ri-assunto per la squadra di allenamento il 15 novembre. Francois tornò nel roster attivo il 5 dicembre 2010 e vi rimase per tutto il resto della stagione ed i playoff, compresa la vittoria nel Super Bowl XLV.
Nella stagione 2011, Francois disputò 11 gare, 2 delle quali come titolare, totalizzando 18 tackle, 2 intercetti e 3 passaggi deviati. I Packers chiusero col miglior record della NFL, 15-1, ma non riuscirono a bissare il titolo dell'anno precedente a causa dell'eliminazione nel divisional round dei playoff da parte dei New York Giants.

## Vittorie e premi
- Super Bowl : 1

Green Bay Packers: Super Bowl XLV
- National Football Conference Championship: 1

Green Bay Packers: 2010

## Statistiche
| Partite totali             | 19 |
| Partite totali da titolare | 3  |
| Tackle totali              | 21 |
| Intercetti fatti           | 2  |
| Fumble forzati             | 1  |